# Ordre (matemàtiques)
|  | Aquest article tracta sobre teoria de grups. Vegeu-ne altres significats a «Relació d'ordre». |

En Teoria de grups, una part de l'Àlgebra, el terme ordre és usat per dos conceptes:
- l'ordre d'un grup és la seva cardinalitat, i.e. el nombre d'elements del grup;
- l'ordre d'un element a d'un grup és el natural m més petit tal que am = e (on e denota l'element neutre del grup i am denota el producte de m còpies d'a). Si no existeix cap m amb aquesta propietat, diem que a té ordre infinit.

Denotem l'ordre d'un grup G per card(G) o #G i l'ordre d'un element a per ord(a) or |a|.